# Cybinka
Cybinka, tyska: Ziebingen, lågsorbiska: Zebinki, är en stad i västra Polen, belägen i distriktet Powiat słubicki i Lubusz vojvodskap, 61 kilometer nordväst om Zielona Góra och 24 kilometer söder om Słubice och Frankfurt an der Oder. Staden hade 2 789 invånare år 2014, och utgör centralort i en stads- och landskommun med totalt 6 626 invånare samma år.